# Patrick Glauner
Patrick Glauner (* 19. Januar 1989 in Pforzheim) ist ein deutscher Informatiker und Hochschullehrer.

## Leben
Glauner legte 2008 sein Abitur in Neuenbürg am dortigen Gymnasium ab. Anschließend nahm er ein Bachelorstudium der Informatik an der Hochschule Karlsruhe auf und wurde in die Studienstiftung des deutschen Volkes aufgenommen. Von 2012 bis 2014 war er Fellow an der Europäischen Organisation für Kernforschung. Danach absolvierte er ein Masterstudium der künstlichen Intelligenz am Imperial College London. Parallel zu seiner Promotion an der Universität Luxemburg über die KI-basierte Erkennung von Elektrizitätsdiebstahl schloss er ein Studium zum Master of Business Administration ab. Ein Forschungsaufenthalt führte ihn an die Université du Québec à Montréal. Im Anschluss daran war er als Manager in der Industrie tätig, unter anderem bei der Krones AG. Seit 2020 ist er Professor an der Technischen Hochschule Deggendorf. Dort etablierte er einen englischsprachigen Bachelorstudiengang zu künstlicher Intelligenz. Von 2022 bis 2023 war er zudem Professor an der Woxsen University in Hyderabad.
Als Sachverständiger beriet er die Parlamente von Deutschland, Frankreich und Luxemburg. Seine fachlichen Schwerpunkte liegen in den Bereichen maschinelles Lernen, Computer Vision, Quantencomputing, Innovationsmanagement, Regulierung von künstlicher Intelligenz und Wissenschaftskommunikation. Zu seinen Arbeiten wurde unter anderem von der Deutschen Welle berichtet. Laut dem CDO Magazine ist er einer der weltweit führenden Datenwissenschaftler.

## Veröffentlichungen (Auszug)
- Mit V. Nestle und P. Plugmann (Hrsg.): Creating Innovation Spaces: Impulses for Start-ups and Established Companies in Global Competition. Springer 2021, ISBN 978-3-030-57641-7.
- Digitalisierungskompetenzen: Rolle der Hochschulen. Hanser 2021, ISBN 9783446470903.
- Mit P. Plugmann und G. Lerzynski (Hrsg.): Digitalization in Healthcare: Implementing Innovation and Artificial Intelligence. Springer 2021, ISBN 978-3-030-65895-3.
- Mit P. Plugmann (Hrsg.): Innovative Technologies for Market Leadership: Investing in the Future. Springer 2020, ISBN 978-3-030-41308-8.
- Mit S. Ehsani, P. Plugmann und F. M. Thieringer (Hrsg.): The Future Circle of Healthcare: AI, 3D Printing, Longevity, Ethics, and Uncertainty Mitigation. Springer 2022, ISBN 978-3-030-99837-0.